# 横田弥業
横田 弥業（よこた よいのり）は、戦国時代の武将。下野宇都宮氏の家臣。

## 略歴
横田綱邑の三男。横田五兄弟の三兄。
天文18年（1549年）、喜連川五月女坂の戦いで宇都宮尚綱に従い那須高資と戦い手勢200余を指揮し奮戦、一旦は那須勢を押し戻したものの、五兄弟は枕を並べて討死した。